# Миямото, Тэруки
Тэруки Миямото (яп. 宮本 輝紀 Миямото Тэруки, 26 декабря 1940, Хиросима — 2 февраля 2000, Фукуока) — японский футболист и тренер. Выступал за национальную команду (1961—1971). Бронзовый призер летних Олимпийских игр в Мехико (1968).

## Клубная карьера
На протяжении своей футбольной карьеры выступал за клуб «Ниппон Стил Явата», к которой присоединился после окончания средней школы в 1959 году. В составе клубе Миямото стал обладателем Кубка Императора 1964 года. А в 1967 году был избран футболистом года в Японии. В 1976 году завершил игровую карьеру. В чемпионате футболист провел 138 матчей и забил 68 мячей. На протяжении шести лет попадал в символическую сборную чемпионата Японии (1966—1971).

## Карьера в сборной
В июне 1961 года Миямото был вызван в сборную Японии на отборочные матчи к чемпионату мира 1962 года. Его дебют состоялся 11 июня во встрече против Южной Кореи. На Олимпийских играх 1964 года, проходивших в Токио он сыграл все матчи за национальную команду. В составе сборной Японии завоевал бронзовые медали летних Олимпийских игр в Мехико (1968), также не пропустив ни одной игры. Кроме того Миямото участвовал в Азиатских играх 1962, 1966 и 1970 годов. Его последним матчем в сборной Японии, как и дебют, пришелся на встречу с южнокорейскими футболистами в рамках квалификации на Летние Олимпийские игры 1972. За национальную команду он провел 58 игр и забил 19 голов.

## Тренерская карьера
В 1976 году, когда Миямото играл за «Ниппон Стил Явата», он стал играющим тренеров и руководил командой до 1979 года.
2 февраля 2000 года Миямото умер от сердечной недостаточности в Китакюсю в возрасте 59 лет. В 2006 году был введен в Зал славы японского футбола.

## Достижения

### Международные
Сборная Японии
- Олимпийских игр: 1968

### Личные
- Футболист года в Японии: 1967
- Символическая сборная Японской футбольной лиги: 1966, 1967, 1968, 1969, 1970, 1971
- Лучший ассистент (серебряный мяч) Японской футбольной лиги: 1970
- Зал славы японского футбола

## Статистика

### В сборной
| Сборная Японии | Сборная Японии | Сборная Японии |
| Год            | Матчи          | Голы           |
| -------------- | -------------- | -------------- |
| 1961           | 5              | 3              |
| 1962           | 7              | 1              |
| 1963           | 5              | 2              |
| 1964           | 2              | 0              |
| 1965           | 4              | 1              |
| 1966           | 5              | 3              |
| 1967           | 5              | 5              |
| 1968           | 4              | 0              |
| 1969           | 3              | 2              |
| 1970           | 12             | 1              |
| 1971           | 6              | 1              |
| Итого          | 58             | 19             |

## Интересные факты
- Миямото является хибакуся — человеком, пережившим атомные бомбардировки Хиросимы и Нагасаки.